# Zaćmienie Słońca z 28 maja 585 p.n.e.

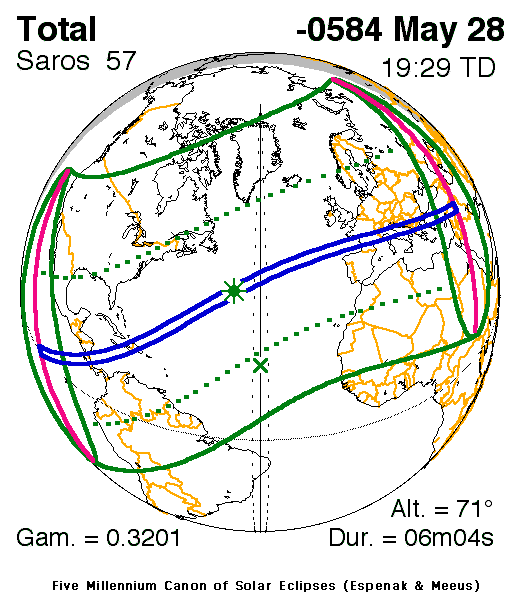
Zaćmienie z 28 maja 585 r. p.n.e.

Zaćmienie Słońca z 28 maja 585 p.n.e. – całkowite zaćmienie słońca, widoczne w pasie od Ameryki Środkowej, przez Karaiby (wyspa Haiti), Ocean Atlantycki, Europę Zachodnią (tereny zamieszkałe przez Galów), Etrurię, Ilirię, Trację aż po Azję Mniejszą (Lidia i Cylicja) i państwo nowobabilońskie. Swoje maksimum osiągnęło nad Oceanem Atlantyckim, a faza centralna trwała tam 6 minut i 4 sekundy. Zaćmienie częściowe objęło znaczną część Ameryki Północnej, północną część Ameryki Południowej, całą Europę i Afrykę Północną. 
W dniu zaćmienia rozegrała się bitwa nad rzeką Halys. Według Herodota zaćmienie zostało przewidziane przez Talesa z Miletu i doprowadziło strony do zawarcia pokoju.